# US Grosseto 1912
Associazione Sportiva Dilettantistica Unione Sportiva Grosseto 1912 – włoski klub piłkarski z miasta Grosseto w Toskanii. Klub został założony w 1912 roku.

## Historia
Klub założono w 1912 jako Football Club Grosseto, pierwszym swój mecz rozegrał w miejscowości Orbetello. Do Włoskiego Związku Piłki Nożnej przystąpił dziewięć lat później, w 1921 r. Stary w oficjalnych rozgrywkach rozpoczął od poziomu Promozione. W 1927, klub zmienił swoje oficjalne barwy z czarno-białych na obecne biało-czerwone.
Od tego czasu drużyna występowała w różnych ligach od amatorskich do Serie C. W 1995 z powodu kłopotów finansowych klub został zawieszony przez narodową federację, tracąc możliwość występowania w Serie C2 po wywalczeniu awansu z Serie D. Rozpoczął rozgrywki od poziomu Eccellenza, ale sezon skończył na 15. miejscu i spadł do Promozione. Regularne awanse w latach 1997–1999 pozwoliły na powrót do Serie D. W 2000 r. klub kupił Pietro Camilli, jego celem było przywrócenie drużyny na poziom rozgrywek profesjonalnych. W sezonie 2001/2002 drużyna zajęła 2. miejsce w Serie D, ale dzięki wolnemu miejscu awansowała do Serie C2. W 2004 wygrała rozgrywki Serie C2. W sezonie 2005/2006 była bliska upragnionego awansu do Serie B, ale na drodze w finale stanęła jej drużyna Frosinone Calcio. Cel osiągnięto w następnym roku, po finałowym zwycięstwie 1-0 nad Padovą.